# Gunta Baško
Gunta Baško (Riga, Sovjet-Unie, tegenwoordig Letland, 27 april 1980) is een voormalig Letse basketbalspeelster.

## Carrière
Baško begon haar carrière in college in de Verenigde Staten bij Siena Saints in 1999. In 2003 ging ze spelen voor AS Ramat Hasjaron in Israël. Na één jaar verhuisde ze naar Tarbes Gespe Bigorre in Frankrijk. In 2006 stapt ze over naar BLMA. In 2008 verhuisde ze naar Perfumerías Avenida in Spanje. Met die club verliest ze de finale om de EuroLeague Women in 2009 van Spartak Oblast Moskou Vidnoje uit Rusland met 70-85. Na één jaar ging ze naar Umana Reyer Venezia in Italië. In 2010 ging ze spelen voor Wisła Can-Pack Kraków in Polen. Met die club wordt ze landskampioen in 2011. Na één seizoen stapte ze over naar Dinamo Koersk in Rusland. In 2012 keerde ze terug naar Frankrijk om achtereenvolgens te spelen voor Nantes Rezé Basket, BLMA en Basket Landes. In 2016 sluit ze haar carrière af bij TTT Riga in Letland. Ze wint het Landskampioenschap van Letland in 2019.
Met het nationale team van Letland speelt ze op de Olympische Spelen in 2008, de wereldkampioenschappen in 2018 en speelt ze op het Europees kampioenschap in 1999, 2005, 2007, 2009, 2011, 2015 en 2017.

## Privé
Baško trouwt in augustus 2011 met voormalig basketbalspeler Kristaps Melnbārdis en veranderde haar naam in Baško-Melnbārde. In februari 2018 scheidt ze van Kristaps en veranderde haar naam terug in Baško.

## Erelijst
- Landskampioen Letland: 1
  - Winnaar: 2019
- Landskampioen Polen: 1
  - Winnaar: 2011
- EuroLeague Women:
  - Runner-up: 2009
- EuroCup Women: 1
  - Winnaar: 2012